# Ernie Hudson
Earnest Lee „Ernie” Hudson, także znany jako Louis Hudson (ur. 17 grudnia 1945 w Benton Harbor) − amerykański aktor teatralny, filmowy i telewizyjny, dramaturg i producent filmowy.

## Życiorys

### Wczesne lata
Urodził się i jako dziecko dorastał w Benton Harbor w stanie Michigan jako syn Maggie (z domu Donald) i Toniego Hudsona. Nigdy nie znał swojego ojca. Jego matka zmarła na gruźlicę, gdy miał dwa miesiące. Następnie został wychowany przez swoją babkę ze strony matki, Arranę Donald. Po ukończeniu szkoły średniej, wstąpił do United States Marine Corps, zwolniony po trzech miesiącach z powodu astmy.
Potem przeniósł się do Detroit w Michigan, gdzie pracował na etacie jako dramatopisarz w murzyńskiej trupie teatralnej Concept East. Uczęszczał na Uniwersytet Minnesoty a w 1972 ukończył studia na Uniwersytecie Stanowym Wayne, aby dalej rozwijać umiejętności pisania i gry aktorskiej. Założył Wayne State University's Actors Ensemble Theater, gdzie murzyńscy artyści mieli możliwość występów na scenie i mogli realizować swoje marzenia, a wraz z innymi utalentowanymi czarnymi artystami reżyserował i pojawiał się we własnych przedstawieniach. Wkrótce dostał stypendium i ukończył studia na wydziale dramatu Uniwersytetu Yale.

### Kariera
Debiutował w Los Angeles w musicalu Lonne’ego Eldera Daddy Goodness. W 1976 znalazł się na ekranie pod pseudonimem Louis Hudson w niewielkiej roli Bo w komedii blaxploitation The Human Tornado i jako Archie w dramacie Leadbelly u boku Rogera E. Mosleya i Alberta Halla. W miniserialu NBC King (1978) z Paulem Winfieldem w roli Martina Luthera Kinga pojawił się jako Jack Corbin.
Wystąpił w roli zabójcy w sportowej komedii romantycznej Howarda Zieffa Wielkie starcie (The Main Event, 1979) z Barbrą Streisand i Ryanem O’Nealem. Można go było zobaczyć w filmie sensacyjnym Ośmiokąt (The Octagon, 1980) u boku Chucka Norrisa i Lee Van Cleefa, remake’u z 1927 Śpiewak jazzbandu – dramacie Richarda Fleischera The Jazz Singer (1980) z Neilem Diamondem i Laurence’em Olivierem, komedii Tajne asy (Underground Aces, 1981) jako afrykański generał u boku Dirka Benedicta i Melanie Griffith oraz dramacie blaxploitation Zakład karny II (Penitentiary II, 1982) z Mr. T. Gościł też na szklanym ekranie w serialach Diukowie Hazzardu (The Dukes of Hazzard, 1982) w odcinku „Dear Diary” jako Avery i Drużyna A (The A-Team, 1983) w odcinku „The Taxicab Wars” jako Cal Freeman.
Zagrał postać Winstona Zeddemore w komedii Ivana Reitmana Pogromcy duchów (1984) i jej sequelu Pogromcy duchów II (1989). W maju 1984, podobnie jak Bill Murray, Dan Aykroyd i Harold Ramis, wystąpił też w teledysku do utworu „Ghostbusters” Raya Parkera juniora, kręconym na potrzeby filmu. Jego rolę w serialu animowanym Prawdziwi pogromcy duchów (The Real Ghostbusters) przejął Arsenio Hall.
W dreszczowcu Curtisa Hansona Ręka nad kołyską (The Hand that Rocks the Cradle, 1992) zagrał ważną rolę drugoplanową psychicznie upośledzonego majsterkowicza Solomona, który pomógł chronić rodzinę swoich niedawnych pracodawców przed psychopatyczną opiekunką (Rebecca De Mornay). W serialu HBO Oz (1997) wystąpił jako naczelnik Leo Glynn.
W 2007 otrzymał nagrodę za doskonałość w filmie, telewizji i poza nią na festiwalu filmowym w Lake Arrowhead w Kalifornii.
W serialu ABC Studios Dawno, dawno temu (Once Upon a Time, 2015) zagrał postać Posejdona.

## Życie prywatne
W 1963 ożenił się z Jeannie Moore, z którą ma dwóch synów: Erniego, Jr. i Rahamana. Jednak 30 grudnia 1982 doszło do rozwodu. 25 maja 1985 poślubił Lindę Kingsberg, z którą ma dwóch synów: Andrew i Rossa.

## Filmografia
- Kosmiczne Łowy (Spacehunter: Adventures in the Forbidden Zone, 1983) – Washington
- Drużyna A (The Taxicab Wars” jako Cal Freeman. - The A-Team, 1983) - Cal Freeman
- Pogromcy duchów (Ghostbusters, 1984) − Winston Zeddemore
- Dziewczyny z Kalifornii (California Girls, 1985) − Ernie
- Parszywa dwunastka 4 (The Dirty Dozen: The Fatal Mission, 1988) − Joe Hamilton
- Pogromcy duchów II (Ghostbusters II, 1989) − Winston Zeddemore
- Ręka nad kołyską (The Hand that Rocks the Cradle, 1992) − Solomon
- Rodeo w Nowym Jorku (The Cowboy Way, 1994) − Sam Shaw
- Kolonia karna − Hawkins
- Belfer (The Substitute, 1996) − Claude Rolle
- Pan Magoo (Mr. Magoo, 1997) − agent Gus Anders
- Operacja Delta Force (Operation Delta Force, 1997) − Tipton
- Oz (1997) − naczelnik Leo Glynn
- Miss Agent (Miss Congeniality, 2000) − McDonald
- Powstrzymać przemoc (Fighting the Odds: The Marilyn Gambrell Story, 2005) − Perry Beasley
- Piekielne sąsiedztwo (Hood of Horror, 2006) − Roscoe
- Gotowe na wszystko (Desperate Housewives, 2007) – detektyw Ridley
- Dragonball: Ewolucja (Dragonball: Evolution, 2009) − mieszkaniec świątyni
- Dawno, dawno temu (Once Upon a Time, 2015) – Posejdon